# چگونه یک دختر درست کنیم
چگونه یک دختر درست کنیم (به انگلیسی: How to Build a Girl) فیلمی محصول سال ۲۰۱۹ و به کارگردانی کوکی گیدرویچ است. در این فیلم بازیگرانی همچون بنی فلدستاین، پدی کانسیداین، سارا سلیمانی، آلفی آلن، فرانک دیلین، لاری کیناستون، آرینزه کنه، کریس اودوود، جونا اسکانالان، اما تامپسون، جمیله جمیل، مایکل شین، لوسی پانچ، شارون هورگان، جما آرترتون، لی‌لی آلن، ویکی پپرداین و اندی آلیور ایفای نقش کرده‌اند.